# Yamato 000593
Yamato 000593 (или Y000593) — третий по величине метеорит с планеты Марс, найденный на Земле.
Согласно результатам проведенных исследований, этот марсианский метеорит был сформирован 1,3 миллиарда лет назад из потока лавы на Марсе. Столкновение с космическим телом на Марсе произошло около 12 миллионов лет назад, в результате чего метеорит был выбит с марсианской поверхности в открытый космос. Yamato 000593 упал на Землю на территории Антарктиды около 50 000 лет назад.
Масса метеорита составляет 13,7 кг.
В нём были обнаружены признаки древнего выветривания при участии воды.
Также были обнаружены богатые углеродом области, возможно, образованные в результате биологической активности.

## Открытие и наименование
41-я Японская антарктическая исследовательская экспедиция обнаружила метеорит в конце декабря 2000 года в районе ледника Ямато, в Горах королевы Фабиолы, Антарктида.

## Описание
Вес метеорита составляет 13.7 кг. Это — небрекчая кумулятивная магматическая порода, которая состоит преимущественно из удлиненных авгитовых кристаллов — твердого раствора из пироксеновой группы. В 2003 году японские ученые из Национального института полярных исследований доложили, что метеорит содержит включения, которые формируются под действием выветривания базальта в присутствии жидкой воды. В феврале 2014 года ученые NASA доложили, что они обнаружили богатые углеродом области, а также микроскопические трубчатые образования с искривленной, волнообразной формой, которая полностью соответствует текстуре биодеформации, которую можно наблюдать в земном базальтовом стекле. Однако, среди ученых был установлен консенсус относительно того, что «сама по себе, морфология не может использоваться однозначно как средство обнаружения примитивных форм жизни». Интерпретация морфологии явно субъективна, а использование её как единственного признака привело к многочисленным ошибкам интерпретации. Согласно информации команды ученых NASA, наличие углерода и недостаток соответствующих катионов являются вполне совместимыми с выявлением органической материи. Исследователи NASA отметили, что масс-спектрометрия может обеспечить больше информации о природе углерода, а также может помочь отличить между собой включение абиотического и биологического углерода и различные их деформации.

## Классификация
Марсианский метеорит Yamato 000593 является магматической породой, классифицируется как ахондрит, который относится к группе марсианских метеоритов.